# Bajky barda Beedleho
Bajky Barda Beedleho (anglicky The Tales of Beedle the Bard) je kniha s povídkami z příběhu o kouzelníku Harrym Potterovi. Albus Brumbál, ředitel Školy čar a kouzel v Bradavicích, ji ve své závěti odkázal Hermioně Grangerové. Došlo k tomu na začátku posledního dílu Harryho Pottera: Harry Potter a relikvie smrti.

## Obecné informace
Během pobytu Harryho, Rona a Hermiony v Doupěti je navštívil Brousek a sdělil jim, že Albus Brumbál odkázal každému z nich nějaký předmět. Byla to zlatonka, kterou Harry chytil na svém prvním famfrpálovém zápase, meč Godrika Nebelvíra (ten ale ministerstvo kouzel zabavilo), zatemňovač vytvořený Brumbálem a právě kniha Bajky Barda Beedleho.
Kniha, kterou dostala Hermiona, je originálem přímo od autora a je psána runovým písmem. Brumbál ji odkázal právě Hermioně, protože jako jediná z trojice ovládá runové písmo. Kniha obsahuje Příběh tří bratří, který pojednává právě o relikviích smrti, na jejichž existenci chtěl Brumbál upozornit.

## Obsah knihy
Bajky Barda Beedleho obsahují pět pohádek. Jsou to klasické staré kouzelnické pohádky, které znají všechny děti z kouzelnických rodin. Ovšem někteří kouzelníci, obzvlášť Brutus Malfoy, požadovali vyřazení knihy z Bradavické knihovny. Údajně proto, že hrdinové některých pohádek jsou přehnaně přátelští k mudlům a zbytečně jim pomáhají.

### Čaroděj a skákající hrnec
První pohádka vypráví o starém čaroději, který pomáhal mudlům tím, že jim míchal lektvary na různé neduhy. Vysvětloval jim to tím, že má kouzelný hrnec, odkud vytahuje lektvary už hotové. Čaroděj se dožil vysokého věku a když zemřel, přenechal všechno svému jedinému synovi. Ten ale neměl rád mudly a odmítal jim pomáhat, navíc byl příšerně lakomý. V hrnci, který zdědil po otci, našel však místo zlata jen malý balíček. V něm byla jedna jediná bačkora a vzkaz "doufám, že ji nikdy nebudeš potřebovat".
Poté, co čaroděj odmítl pomoci několika mudlům, kteří ho o to prosili, narostla hrnci postupně veliká noha, bradavice a začal hekat a naříkat, jako všichni, kterým čaroděj odmítl pomoct. Navíc dělal příšerný rámus, jak za čarodějem poskakoval všude, kam se hnul, a nešel zapudit ani ztišit žádným kouzlem.
Nakonec už se čaroděj s hrncem po boku nemohl ani vyspat, ani najíst, a proto se rozhodl všem lidem pomoci. Když to udělal, hrnec se utišil a byl opět čistý a lesklý, jen noha mu zůstala. Nakonec ale vyplivl bačkoru, kterou čaroději odkázal otec, nechal si ji nasadit a od té doby už byl úplně tichý. Čaroděj se poučil a od té doby pomáhal lidem jako jeho otec.

### Fontána příznivé sudby
Fontána příznivé sudby vypráví o kouzelné zahradě, v jejímž středu se nachází kouzelná fontána, která udělá člověka, jenž se v ní vykoupe, šťastným. Celá zahrada je však obklopena vysokou zdí, přes kterou se dostane jen jeden náhodně vyvolený člověk v určitý den v roce. Za tímto účelem se tu schází každoročně spousty lidí. 
Jednou se podařilo, že do zahrady dostali čtyři lidi zároveň. Došlo k tomu vlastně náhodou, jednoduše tak, že se v tu správnou dobu chytili za ruce. Byly to tři čarodějky s tragickými osudy a jeden rytíř.
Přes několik úkolů a překážek se dostali až k fontáně. Jedna z čarodějek však vyléčila pomocí bylin ze zahrady druhou, která byla smrtelně nemocná – potom už tedy fontánu nepotřebovala. Žena, která ji vyléčila, usoudila, že fontánu už nepotřebuje, protože si vydělá dost peněz na to, aby byla šťastná, i bez fontány.
Třetí čarodějka prohlásila, že kouzlo zahrady z ní smylo všechno trápení a ani ona fontánu už nepotřebuje. Navrhla proto, aby se vykoupal rytíř. Rytíř se tedy vykoupal, a když vylezl ven, zjistil, že se do jedné z čarodějek zamiloval. 
Všichni čtyři prožili dlouhý šťastný život a nikdo z nich netušil, že voda ve fontáně nemá vůbec žádné kouzelné schopnosti.

### Mágovo chlupaté srdce
Jeden mladý čaroděj byl znechucen tím, že se všichni jeho vrstevníci zamilovávali a byl přesvědčen, že tím ztrácí důstojnost. Rozhodl se proto, že on tak nikdy nedopadne. Kouzlem si vyjmul srdce z těla a ukryl ho do truhly, kterou skryl u sebe v domě.
Jak stárnul, lidem kolem začalo připadat divné, že se neožení, a začali si šuškat různé věci. 
Na jedné oslavě se mág seznámil s krásnou ženou, která byla ve všech ohledech dokonalá, a kdyby měl srdce, rozhodně by se mu velice líbila. Rozhodl se proto, že si ji vezme a uspořádal na její počest velkolepou hostinu.
Dívka ale během hostiny vyslovila obavu, že mág nemá srdce, a proto se chová chladně. Ten ji proto vzal k truhlici a ukázal jí své srdce, které ale za tu dobu zarostlo dlouhými černými chlupy a celé se scvrklo. Dívku to strašně vyděsilo; aby ji mág uklidnil, vložil si srdce zpět do hrudi. Srdce už ale bylo v truhle tak dlouho, že si osvojilo jisté zvrácené choutky.
Když si hosté na hostině všimli nepřítomnosti hostitele, vydali se ho hledat. Našli ho, jak klečí nad mrtvou dívkou a olizuje a hladí srdce, které jí vyjmul z hrudi. Potom si vyřízl z hrudi své vlastní a za okamžik zemřel s jedním srdcem v každé ruce.

### Králice Alice a chechtavý pařez
Jeden pošetilý král si usmyslel, že jen on jako jediný má právo mít kouzelnou moc. Vyslal proto všude lovce čarodějů a zároveň dal vyhlásit, že hledá učitele kouzel. Opravdoví kouzelníci se samozřejmě nepřihlásili, ale přihlásil se šarlatán, který si krále koupil lacinými triky. Vylákal z něj spoustu peněz na kouzelnické vybavení a celý poklad odnesl k sobě domů.
Cestou zpět pak utrhl ze stromu dvě větvičky a před králem je vydával za kouzelnické hůlky. To všechno ale sledovala stařena, která pracovala na zámku jako pradlena. Jmenovala se Alice. Jednou, když král se svým učitelem poskakovali po zahradě a cvičili "kouzla", Alice koukala z okna a vysmívala se jim. Nato král prohlásil, že další den předvede poddaným konečně nějaká kouzla. 
Když šarlatán hledal někoho, na kom by si vybil vztek, zjistil, že Alice je opravdová čarodějka. Ta mu slíbila, že kouzla, o která se král pokusí, bude předvádět za něj, aby nic nepoznal.
A skutečně. Druhý den předvedla za krále několik jednoduchých kouzel a poddaní byli nadšení. Pak se ale král pokusil oživit mrtvého psa, což vyvolalo pobavený smích, protože se to samozřejmě nepovedlo, to nedokázala ani Alice. Pak si poddaní Alice všimli a přesvědčeni, že maří královo zaříkání svým vlastním, ji začali pronásledovat. Nabyli přesvědčení, že se proměnila ve strom, a tak ho nechali pokácet. Alice se ale ozvala z pařezu a řekla, že kouzelníka nezabije přepůlení, a že to mají vyzkoušet na dvorním čaroději. Ten se okamžitě přiznal ke všem svým špatnostem a byl uvězněn.
Alice potom řekla králi, že je proklet, protože ji rozpůlil a donutila ho slíbit, aby zrušil nařízení a zákony týkající se pronásledování čarodějek a kouzelníků a nechal postavit Alicinu sochu. Jen co se okolí pařezu vyprázdnilo, vyhopkal zpoza stromu králík s hůlkou mezi zuby a ztratil se v dáli.
Od té doby byla na pařezu zlatá socha pradleny a kouzelníci a čarodějky už nebyli nikdy v království pronásledováni.
Učitel se z toho chtěl vykroutit a utéct, ale král mu to zakázal a pohrozil smrtí, pokud uteče, nebo pokud se králi bude někdo smát.

### Příběh tří bratří
Příběh vypráví o bratřích Peverellových, Anticochovi, Cadmusovi a Ignotusovi. Ti spolu jednoho dne za soumraku kráčeli po cestě a dostali se k řece, která se nedala přebrodit ani přeplavat. Vyčarovali proto most, aby ji přešli. Tím rozčílili Smrt, která se hněvala, že přišla o tři nové oběti. Zastoupila jim cestu a promluvila k nim. Řekla, že tím, že se vyhnuli její nástraze, si vysloužili odměnu a mohou si něco přát.
Nejstarší bratr byl bojovník, a proto si přál neporazitelnou hůlku. Smrt ulomila větvičku z bezu a předala mu ji. 
Druhý bratr byl pyšný a chtěl smrt pokořit. Požádal ji proto, aby mohl přivolat zpět mrtvé. Smrt zvedla kámen, dala mu ho a řekla, že dokáže navrátit život. 
Nejmladší bratr byl nejchytřejší a proto požádal o něco, co by mu dovolilo odejít z místa setkání, aniž by ho Smrt mohla sledovat. Smrt mu tedy velice neochotně věnovala svůj neviditelný plášť.
Pak ustoupila na stranu a nechala bratry projít dál. Ti se po nějaké době rozdělili a vydali se každý vlastní cestou. 
První bratr našel svého starého nepřítele a s pomocí bezové hůlky ho porazil. Potom se prohlašoval za neporazitelného a všem říkal, že má hůlku, kterou mu věnovala samotná Smrt. Té noci mu kdosi hůlku ukradl a ze strachu ho zabil. Tak se Smrt zmocnila prvního bratra.
Druhý bratr doputoval zpět domů a pomocí kamene přivolal zpět svou dávnou lásku, která zemřela velice mladá. Dívka se sice vrátila a vypadala jako dříve, ale byla bledá, chladná a vypadalo to, že není živá doopravdy. Bratr se po nějaké době zabil, protože usoudil, že je to jediná možnost, jak být opravdu s ní. Tak se Smrt zmocnila druhého bratra.
Po třetím z bratrů pátrala Smrt dlouhá léta, ale nikdy ho nenašla. Teprve když dosáhl úctyhodného věku, svlékl si plášť a předal ho synovi. Pozdravil se se Smrtí jako se starou známou a v klidu s ní odešel.

## Vydání knihy pro mudly
Kniha vyšla v roce 2008 a ve stejném roce byl vydán i český překlad. Můžeme si v ní přečíst, že z run ji přeložila Hermiona Grangerová. Kniha je doplněná poznámkami Albuse Brumbála, který nám uvádí dodatečné informace o dějinách světa Harryho Pottera a různých dalších souvislostech.
Do češtiny knihu stejně jako většinu dílů série přeložil Pavel Medek.